# Alfredo Grifone
Alfredo Grifone (Chieti, 21 aprile 1920 – Pescara, 11 febbraio 1944) è stato un partigiano italiano, medaglia d'oro al valor militare alla memoria.

## Biografia
Giovane antifascista, nel 1941 fu chiamato alle armi e prestò servizio presso il 12º Centro automobilistico. Dopo l'8 settembre 1943 prese parte alla guerra di Liberazione nelle file della Resistenza abruzzese
Componente della Banda Palombaro, si consegnò ai nazisti assumendosi la responsabilità di azioni partigiane, nel tentativo di scambio con alcuni giovani tratti in arresto dai tedeschi. Processato sommariamente presso l'attuale Municipio di Chieti con altri 8 compagni, venne condannato a morte e fucilato a Pescara l'11 febbraio 1944.
Alla data dell'11 febbraio 1944 è intitolata, a Pescara, la scuola elementare di via Colle Pineta, che ha preso ufficialmente questo nome dal 1998. Nel cortile della scuola un cippo ricorda, con Alfredo Grifone, il fratello Aldo, Pietro Cappelletti, Nicola Cavorso, Massimo Beniamino Di Matteo, Raffaele Di Natale, Stelio Falasca, Vittorio Mannelli e Aldo Sebastiani, fucilati in una cava di argilla. Per intercessione di un prelato, i tedeschi avevano infatti rinunciato all'impiccagione dei condannati ed avevano trasformato in 30 anni di reclusione, da scontare in Germania, la pena per Guido Grifone, Giovanni Potenza e Floriano Finore. All'eccidio assistettero due rappresentanti della RSI.